# Karib’il Watar I.
Karib’il Watar I. bin Dhamarʿali (sabäisch krbʾl wtr bn Ḏmrʿly, nach älterer Zählung Karib’il Watar I. und Karib’il Watar II.; auch Karib’il Watar der Große), Sohn des Dhamar'ali I., war der wohl bedeutendste Herrscher der Frühzeit des alt-südarabischen Reiches von Saba. Seine Regierungszeit wird meist im frühen 7. Jahrhundert v. Chr. angesetzt.

## Chronologische Einordnung
Neben der Lokalisation vieler Orte bereitet auch die chronologische Einordnung Karib’il Watars Probleme. Fritz Hommel identifizierte ihn zu Ende des 19. Jahrhunderts mit dem Karibilu, der nach assyrischer Überlieferung im Jahr 685 Tribut überbrachte. Nikolaus Rhodokanakis hielt ihn dagegen für den letzten Träger des Titels „Mukarrib“, weshalb er ihn ins 5. Jahrhundert v. Chr. datierte, aus paläographischen Gründen unterschied William Foxwell Albright und nach ihm Hermann von Wissmann daher zunächst zwei Träger des Namens Karib’il Watar bin Dhamar'ali: der erste soll zu Beginn des 7. Jahrhunderts, der zweite im frühen 5. Jahrhundert v. Chr. regiert haben, ersterem schrieb dieser den Ausbau der Städte 'Araratum und Katalum sowie die Erwähnung an assyrischen Quellen zu, auf letzteren sollen dagegen die beiden Tatenberichte aus Sirwah zurückgehen. Im Rahmen der sogenannten „Kurzen Chronologie“ vereinigte Jacqueline Pirenne beide Träger des Namens Karib’il Watar wieder und datierte sie ins 5. Jahrhundert. In seinem letzten Werk nahm Hermann von Wissmann, wichtigster Vertreter der sogenannten „Langen Chronologie“, diese Theorie an, datierte Karib’il aber ins 7. Jahrhundert. Eine Entscheidung zugunsten einer dieser Möglichkeiten ist noch nicht gefallen, in jüngerer Zeit wurde aber hauptsächlich die Lange Chronologie vertreten, weshalb Karib’il wohl zwischen 700 und 450 v. Chr. angesetzt werden darf.

## Regierung

### Krieg gegen Ausan

Karib’il Watars Krieg gegen Ausan (Legende: Grün: Verbündete Sabas, rot/orange: Gebiet mit Annexionen von Besitz des ausanischen Königs, Feuer: zerstörte Stadt)

Soweit die Tatenberichte erkennen lassen, war Karib’ils Regierung hauptsächlich vom Krieg gegen Sabas südlichen Nachbarn Ausan und dessen Vasallen geprägt. Im Allgemeinen wird angenommen, dass der erste Tatenbericht die Reihenfolge der Feldzüge wiedergibt, was freilich etwas zweifelhaft erscheint, da Karib’il dann abwechselnd Feldzüge in voneinander weit entfernte Gebiete unternommen haben muss.
Das Reich Ausan hatte große Teile von Sabas Vasallen von Hadramaut und Qataban erobert. Vielleicht um Ausans Vasallen im Westen auszuschalten, unternahm Karib’il Watar zunächst einen Feldzug nach Südwesten, bei dem er die Gebiete Sa'd, Nuqbat, Ma'afir, Zabir, Zulm, Arway, Dhubhan und Schargab, die – soweit bekannt – zwischen Sanaa und dem Bab al-Mandab lagen, besiegte und eine nicht näher lokalisierbare Festung sowie eine Bewässerungsanlage Saba einverleibte. Bei diesem Feldzug starben nach Karib’ils Bericht 3000 Feinde, 8000 wurden gefangen genommen.
Darauf folgte der eigentliche Krieg gegen Ausan, in dem Karib’il mit Unterstützung von Hadramaut, Qataban und der Stadtstaaten Haram und wohl auch Kaminahu das ausanische Kernland Wusr von Westen nach Osten bis zum Wadi Maifa'a durchzog, dann wandte er sich nach Norden in das offenbar eigentlich zu Hadramaut gehörende Gurdan (heute Wadi Dschirdan). Erst danach brachte das sabäische Heer dem ausanischen König eine Niederlage im an der Küste gelegenen Dathina bei und zerstörte die ausanischen Küstenstädte. Die letzte Niederlage erlitt der ausanische König Muratta' in Wusr. Karib’il ließ dessen Palast Maswar zerstören und bestimmte Inschriften entfernen.
Merkwürdigerweise wird nun von der Annexion der weit im Norden bei Nadschran liegenden Gebiete Sarum und Humdan berichtet, ersteres könnte aber auch südlich von Marib und damit an der sabäisch-ausanischen Grenze zu lokalisieren sein.
Obwohl Karib’il das Gebiet westlich Ausans schon im ersten Feldzug besiegt hatte, führte er nun erneut einen Zug in diese Richtung, bei dem er die Gebiete Dahas und Tubanay nördlich von Aden besiegte und Dathina Saba anschloss, während die ehemals ausanische Landschaft 'Aud dem König von Dahas, der im Amt bleiben durfte, übergab.
Anschließend bringt der erste Tatenbericht eine lange Auflistung von annektierten ausanischen Städten und Gebieten. Während das ausanische Kernland demzufolge an Saba fiel, wurden den Verbündeten Qataban und Hadramaut die von Ausan besetzten Gebiete zurückgegeben.

### Weitere Feldzüge
Offenbar nicht mit dem Krieg gegen Ausan hängen einige weitere Feldzüge zusammen. Der erste von ihnen richtete sich gegen Kahad von Saut im Westen des Hadramaut, die offenbar Sabas Verbündete angegriffen hatten.
Mit Unterstützung der im Dschauf gelegenen Stadtstaaten Haram und Kaminahu griff Saba dann deren Nachbar Naschān, das zuvor offenbar an der Seite Sabas gegen Ausan gekämpft hatte, an, zerstörte es nach zweijähriger Belagerung zusammen mit zwei weiteren Orten im Dschauf und plünderte seine Oasen. Dieser Feldzug ist auch bekannt durch eine Weiheinschrift aus einem Tempel in Haram, in welcher ein gewisser Ḥnbṣm bin Ḥlwm erwähnt, dass ihn der König von Haram mit der Leitung des haramitischen Heeres im Krieg gegen Ausan und gegen Naschan beauftragt habe.
Offenbar war dieser Feldzug jedoch nicht dauerhaft, denn Karib’il unternahm einen zweiten Feldzug, in dem er Naschan und die Nachbarstadt Naschq drei Jahre lang belagerte und schließlich eroberte. Die Gebiete, die Sumhuyafa von Naschan zuvor von Saba erhalten hatte, wurden konfisziert, zu Naschan gehörende Städte an Saba angeschlossen, Naschans Mauern geschleift und der Königspalast 'Afrawu zerstört. Inmitten der Stadt wurde ein Tempel des sabäischen Reichsgottes Almaqah errichtet und Sabäer angesiedelt. Die verbündeten Könige Yadhmurmalik von Haram und Nabat'aliy von Kaminahu wurden mit einigen Bewässerungsanlagen Naschans belohnt. Naschq hingegen wurde neu befestigt und von Sabäern besiedelt.
Nicht lokalisierbar sind die Städte Yadhun, Guzbat und 'Arab, die ebenso wie Sabl, Haram und Fananan, deren Einwohner Karib’ils Schutzbefohlene in Dahr nördlich von Sanaa getötet hatten und die bei einem weiteren Kriegszug erobert, tributpflichtig und zum Teil zerstört wurden. Der letzte Kriegszug richtete sich schließlich gegen die bei Nadschran ansässigen Muha'mir, Amir und 'Auhab, wobei die Oase Nadschran Saba einverleibt und die Muha'mir tributpflichtig gemacht wurden. Damit hatte Saba die Kontrolle über den Beginn der Weihrauchstraße erobert; falls Karib’il Watar mit dem aus assyrischen Quellen bekannten sabäischen Herrscher Karibilu identisch sein sollte, könnte der an die Assyrer gelieferte Tribut der Sicherung der Kontrolle über die Weihrauchstraße gedient haben.

### Bauarbeiten und sonstige Handlungen
Karib’il führte nicht nur zahlreiche Kriege, sondern unternahm auch eine größere Anzahl an Bauarbeiten. So reparierte und erweiterte er die Bewässerungsanlagen der sabäischen Hauptstadt Marib. Darüber hinaus befestigte er eine beträchtliche Anzahl von Städten in Saba, Ausan, in dem von Ausan besetzten Teil Qatabans und im Dschauf. Zudem führte er den Oberbau des Palastes Salh, wohl des späteren Palastes Salhin in Marib, auf und erwarb zahllose Güter um Marib herum. Dass Karib’il Watar Steinmetzschulen geschaffen habe, ist zu ungenügend abgesichert, um als sicher gelten zu können.

### Überblickswerke
- Klaus Schippmann: Geschichte der alt-südarabischen Reiche, Wissenschaftliche Buchgesellschaft, Darmstadt 1998, ISBN 3-534-11623-2 (zur Chronologie des alten Südarabien siehe S. 32–49)
- Walter W. Müller (Hrsg.) / Hermann von Wissmann: Die Geschichte von Sabaʾ II. Das Grossreich der Sabäer bis zu seinem Ende im frühen 4. Jh. v. Chr. (Österreichische Akademie der Wissenschaften, Philosophisch-historische Klasse. Sitzungsberichte, Band 402) Verlag der österreichischen Akademie der Wissenschaften Wien, 1982, ISBN 3-7001-0516-9 (Zu Karib’il Watars Regierung, seiner chronologischer Einordnung und der Lokalisierung einiger Orte: S. 108–113 und 150–177)

### Spezialliteratur
- Walter W. Müller: Altsüdarabische und frühnordarabische Inschriften, in: O. Kaiser (Hrsg.): Texte aus der Umwelt des Alten Testaments Band I, Lieferung 6. 1985 S. 651–667 (auf S. 651–658: neueste Übersetzung des ersten Siegesberichts mit Literaturangaben)
- Alfred Felix Landon Beeston: Sabaean Inscriptions, Oxford 1937 (Behandlung des Tatenberichtes: S. 59–71)
- Hermann von Wissmann, Maria Höfner: Beiträge zur historischen Geographie des vorislamischen Südarabien (Abhandlungen der geistes- und sozialwissenschaftlichen Klasse der Akademie der Wissenschaften und der Literatur in Mainz, Jahrgang 1952, Nr. 4). Verlag der Akademie der Wissenschaften und der Literatur in Mainz, Mainz 1953 (wichtigste Arbeit zur Identifikation der Ortsnamen in den Karib’il-Tatenberichten)
- Nikolaus Rhodokanakis: Altsabäische Texte I (Akademie der Wissenschaften in Wien, Philosophisch-historische Klasse, Sitzungsberichte, Band 206, 2. Abhandlung). Hölder-Pichler-Tempsky, Wien/Leipzig 1927 (Erstedition und ausführlich kommentierte Übersetzung beider Tatenberichte: S. 19–96. Zur Identifikation zahlreicher Ortsnamen vgl. den Anhang Historisch-geographische Bemerkungen zu Gl. 418/419, 1000A, B von Adolf Grohmann)

| Vorgänger             | Amt                            | Nachfolger  |
| --------------------- | ------------------------------ | ----------- |
| Yitha'amar Bayyin II. | Mukrib von Saba 7. Jh. v. Chr. | Yada'ab II. |

| Personendaten    | Personendaten                                                                                   |
| ---------------- | ----------------------------------------------------------------------------------------------- |
| NAME             | Karib’il Watar I.                                                                               |
| ALTERNATIVNAMEN  | krbʾl wtr bn Ḏmrʿly; Karib’il Watar bin Dhamar'ali; Karab il Watar I.; Karib'il Watar der Große |
| KURZBESCHREIBUNG | Herrscher von Saba                                                                              |
| GEBURTSDATUM     | 8. Jahrhundert v. Chr. oder 7. Jahrhundert v. Chr.                                              |
| STERBEDATUM      | 7. Jahrhundert v. Chr.                                                                          |